# 吴志铭
吴志铭（1958年—）籍贯不详，中国人民解放军中将。曾任胡锦涛时期中央军委主席办公室主任。

## 生平
吴志铭是北京大学哲学系80级校友。后为中共中央党校哲学专业硕士研究生。此后曾在胡锦涛时期任中央军委主席办公室秘书。2007年底，吴志铭任中央军委办公厅副主任。2013年，任中国人民解放军军事科学院副政治委员。
2014年7月，晋升中将军衔。